# Przedsław
Przedsław, Przecław, Przecsław, Przesław – staropolskie imię męskie, złożone z członów Przed- (pierwszy człon posiadał wiele różnych znaczeń, zależnych od znaczenia drugiego członu imienia) i -sław („sława”). Imię notowane w Polsce od 1153 roku. Mogło oznaczać „ten, który stawia sławę ponad inne rzeczy”, „stawiający wyżej sławę”. Możliwe staropolskie zdrobnienia to: Przech, Przechno, Przeczek, Przeczko, Przeczk, Przeczka (masc.), Przeczeń, Przeczno, Przesz, Przeszek, Przeszko. 
Żeńskie odpowiedniki:  Przedsława, Przecsława, Przecława, Przesława.

## Przedsław, Przecsław,  Przecław, Przesławimieninyobchodzą
- 7 kwietnia[3][4]
- 3 września

## Osoby o tym imieniu
- Przecław (zm. 1189), ofiarodawca na rzecz bożogrobców, być może biskup lubuski
- Przecław (zm. po 1311), kasztelan gnieźnieński
- Przecław (zm. 1344/5), łowczy łęczycki
- Przecław (zm. po 1378), kanonik i prepozyt gnieźnieński
- Przecław z Dmosic (zm. 1474), starosta spiski
- Przecław z Gułtów (zm. po 1378), kasztelan poznański, starosta kaliski, wojewoda kaliski
- Przecław z Osięcin (zm. 1303/5), kasztelan brzeski kujawski
- Przecław z Pogorzeli (zm. 1376), biskup wrocławski
- Przecław z Prusinowa (zm. po 1375), podkoni kaliski, sędzia poznański
- Przecław ze Służewa (zm. 1359/60), archidiakon gnieźnieński
- Przecław z Tchórzewa (zm. 1408), podkomorzy sieradzki
- Przecław z Żernik (2 poł. XIII w.), kasztelan gnieźnieński, rycerz i komes w służbie książąt wielkopolskich
- Przecław Lanckoroński, (zm. 1531), rzekomy hetman Kozaków, starosta chmielnicki
- Przecław Potulicki (1462–1485), kasztelan rogoziński
- Przecław Słota z Gosławic (zm. 1420), burgrabia poznański, autor wiersza O zachowaniu się przy stole
- Przecław Smolik (1877–1947), lekarz, etnograf, literat
- Przecław Ziaja (zm. po 1237), kasztelan czechowski; stronnik Grzymisławy (żony Leszka Białego)

## Postaci fikcyjne o imieniu Przedsław
- Przedsław, bohater Zdobycia Kołobrzegu i Psiego Pola – powieści Karola Bunscha z cyklu Powieści Piastowskie